# Атаханов, Нуритдин Мухамбеткалиулы
Нуритдин Мухаметкалиевич Атаханов (30 января, 1905, ныне Усть-Каменогорск — 20 июля 1974, Семипалатинск) — советский казахский актёр. Народный артист Казахской ССР (1958).

## Биография
В 1919 году окончил начально-высшее училище в Усть-Каменогорске.
В 1924—1934 годах работал в органах юстиции. Впервые вышел на сцену в 1922 году, участвовал в спектаклях казахско-татарской труппы в Усть-Каменогорске.
Принимал участие в Великой Отечественной войне. Призван в 1941 г. в ряды РККА. Воевал на Ленинградском фронте в мото-стрелковой дивизии. Был пулеметчиком. Получил ранение сквозное проникающее в грудную клетку. После выздоровления вернулся на фронт. В 1942 г. получил контузию головного мозга и после лечения в госпитале г. Казань был демобилизован.
После возвращения вернулся к театральной деятельности.
С 1 марта по 30 ноября 1930 г. работал в Казахском Академическом театре им. Ауэзова в г. Алма-Ата, и в связи с организацией Областного театра в г. Семипалатинске был переведен на постоянную работу в этот театр. В 1940—1950-е годы работал в театрах Караганды, Каркаралы, Семипалатинска, Павлодара. Среди сценических ролей: Абай («Абай» М. Ауэзова и Л. Соболева), Кебек («Енлик — Кебек»), Казанцев («Ночные раскаты»), Кунанбай (пост по роману «Абай» М. Ауэзова), Амангельды («Амангельды» Б. Майлина и Г. Мусрепова), Тайман («Майра» А. Тажибаева), Сырдак («Сауле» Т. Ахтанова), Олжабай («Комиссар Габбасов» К. Мухаметжанова), Бекзат («Легенда о любви» Н. Хикмета), Земляника («Ревизор» Н. В. Гоголя) и др. Участвовал в музыкальных постановках. Занимался режиссурой. Поставил спектакли «Айман — Шолпан» (1936), «Ночные раскаты» (1937) М. Ауэзова, «Амангельды» Г. Мусрепова, «Коварство и любовь» Ф.Шиллера (1946), «Козы Корпеш — Баян сулу» Г.Мусрепова (1953) и оперы «Кыз Жибек», «Ер Таргын» Е.Брусиловского.
Награждён орденом «Знак Почёта» и медалью «За трудовое отличие» (03.01.1959).